# Obélisque de Nancy

L'obélisque de Nancy, ou monument Carnot, est un obélisque situé à Nancy (Meurthe-et-Moselle), sur l'allée qui sépare la place Carnot et le cours Léopold (allée de l'Obélisque, à laquelle il a donné son nom).
Inauguré en 1896, le monument rend hommage à Sadi Carnot, président de la République française ayant été assassiné deux ans plus tôt par l'anarchiste Caserio. Sa construction est financée par une souscription publique.
Ses ornements sont retirés et fondus pendant la Seconde Guerre mondiale, dans le cadre de la mobilisation des métaux non ferreux.

## Construction
La construction de l’obélisque de Nancy est financée au moyen d’une souscription publique, qui obtient la participation de 28 000 personnes, ainsi que de 865 communes de Lorraine, et par une subvention de l'État à hauteur de 12 000 francs,.

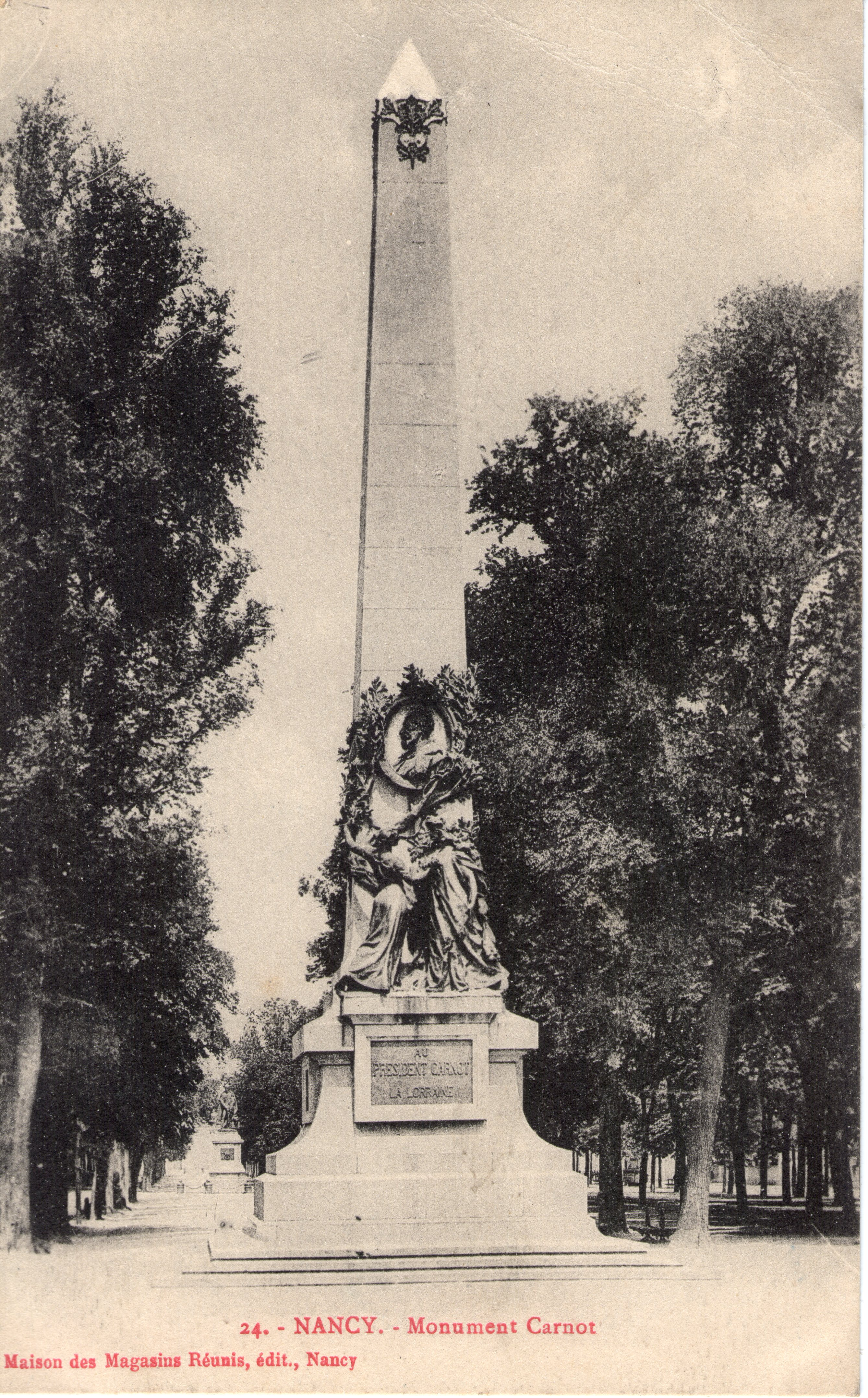
L'obélisque (carte postale de 1916).

Son architecte est Charles-Désiré Bourgon,. Les sculptures sont l'œuvre de Victor Prouvé et la partie ornementale d’Eugène Vallin.
L'inauguration a lieu le dimanche 28 juin 1896, deux ans presque jour pour jour après l’assassinat de Sadi Carnot, en présence des ministres Louis Barthou (Intérieur) et Henry Boucher (Commerce),. À cette occasion, le sculpteur Prouvé se voit remettre la Légion d'honneur par le ministre de l'Intérieur et un vase réalisé par Émile Gallé.

## Description et évolution

### Aperçu
L’obélisque est d’une hauteur de 20 mètres et repose sur une assise à degrés. Il est construit en granit des Vosges.
La pierre porte plusieurs inscriptions difficilement lisibles :
- « L. Bourgon, architecte » ;
- « commerce nancéien » ;
- les noms des nombreuses communes ayant participé à la souscription.

### Ornements

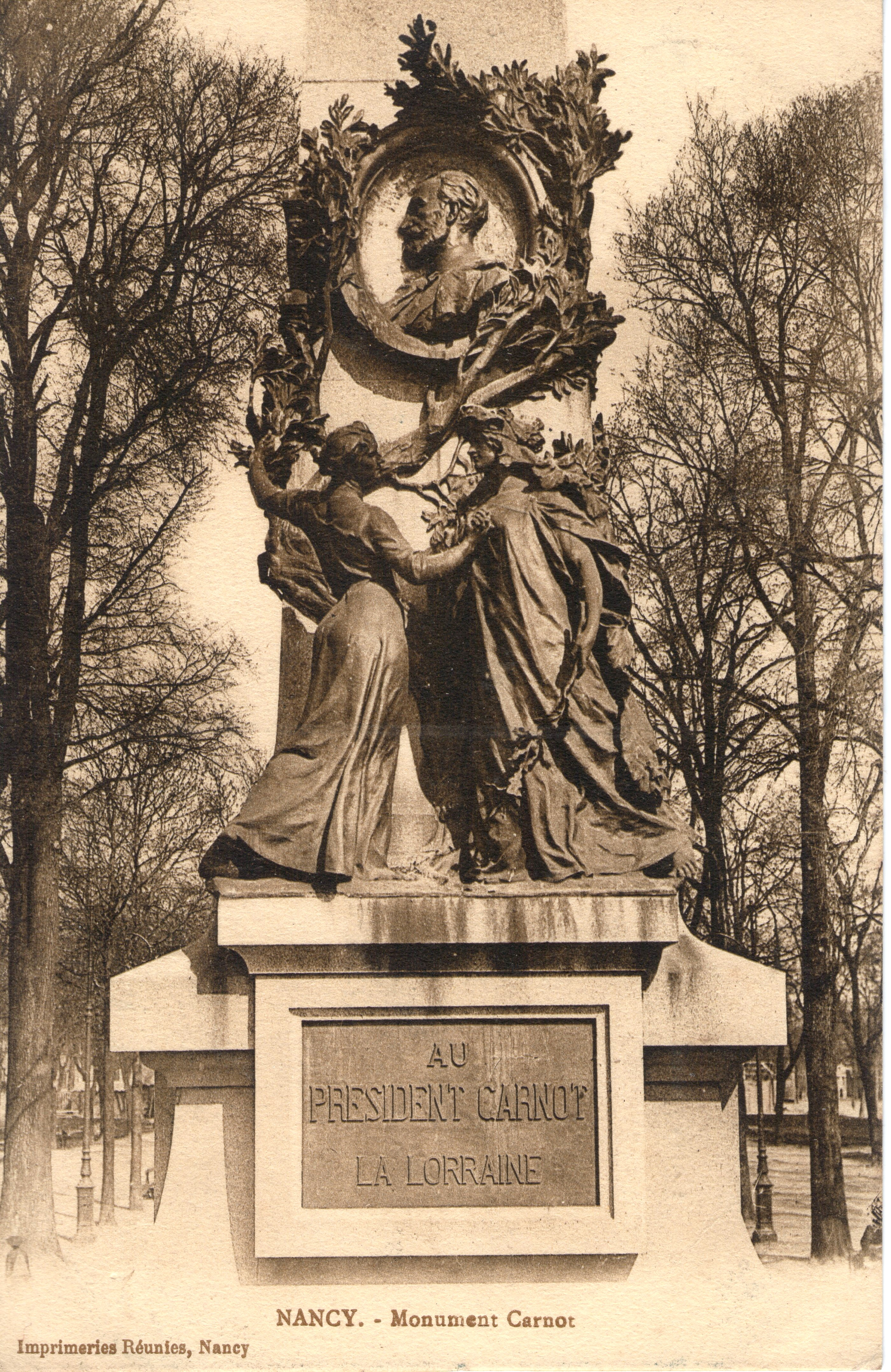
Gros plan de l'ornement de l’obélisque (retiré pendant la Seconde Guerre mondiale).

Initialement, le monument est orné, à mi-hauteur, de sculptures en bronze : un médaillon représentant Sadi Carnot en buste et de profil, soutenu par des représentations allégoriques de la Force et de la Paix, au-dessus de l’inscription en majuscules « Au Président Carnot La Lorraine »,.
La Force et la Paix sont représentées sous les traits de deux femmes se donnant la main. La Force tient de la main gauche un rameau de chêne, tout en s'appuyant sur la Paix, qui cueille une branche d'olivier. Ces deux représentations sont parfois interprétées comme celles de la France et de la Russie, car le monument commémore non seulement la mort de Sadi Carnot mais aussi sa rencontre avec le grand-duc Constantin de Russie à Nancy en juin 1892, dans le cadre de l'alliance franco-russe,.
Les ornements, à l'exception du pyramidion, sont retirés et fondus sous le régime de Vichy, dans le cadre de la mobilisation des métaux non ferreux,.

### Évolution contemporaine
En 1983, le docteur Berna, président de l'Académie lorraine des sciences, estimant que le monument a perdu sa fonction initiale de support de mémoire collective, propose sans succès à la municipalité d'en faire le gnomon d'un cadran solaire géant.
Les croquis réalisés par Prouvé pour ce monument font partie d'un fonds donné en 1998 au musée de l'École de Nancy.
Le 16 janvier 2016, des nouvelles plaques en lave émaillée sont inaugurées. Comme les originales, elles sont dédiées au président Carnot, au grand-duc Constantin de Russie, à la ville de Nancy et aux trois départements lorrains de l'époque.
|          |
| Face Sud |

|            |
| Face Ouest |

|           |
| Face Nord |

|          |
| Face Est |